# Marguerite Delage
Pour les articles homonymes, voir Delage.
Marguerite Delage, née le 11 février 1887 à Tonnay-Charente et morte en 1936 ou le 5 septembre 1954 à Paris 10e, est une sculptrice française.

## Biographie
Jeanne Marguerite Delage naît en 1887 à Tonnay-Charente de Jean François Fernand Delage, négociant armateur, et de Pauline Mathilde Coudert de Prévignaud.
En 1913, elle expose au Salon d'Automne. Elle devient membre à vie du Salon des Artistes Français et y expose régulièrement à partir de 1920. Elle expose également au Salon des Femmes peintres et sculpteurs.
Selon le Bénézit, Marguerite Delage meurt en 1936, selon le registre d'état civil de Tonnay-Charente, le 5 septembre 1954.